# Sugimoto Daichi
Sugimoto Daichi (杉本 大地 Sugimoto Daichi, sinh ngày 15 tháng 7 năm 1993 ở Kanagawa) là một cầu thủ bóng đá người Nhật Bản thi đấu cho Yokohama F. Marinos.

## Sự nghiệp thi đấu
Sugimoto Daichi gia nhập câu lạc bộ tại J2 League Kyoto Sanga FC năm 2012. Năm 2016, anh chuyển đến Tokushima Vortis trước khi gia nhập đội bóng J1 League Yokohama F. Marinos năm 2017.

## Thống kê câu lạc bộ
Cập nhật đến ngày 2 tháng 1 năm 2018.
| Thành tích câu lạc bộ | Thành tích câu lạc bộ | Thành tích câu lạc bộ | Giải vô địch | Giải vô địch | Cúp                   | Cúp                   | Cúp Liên đoàn | Cúp Liên đoàn | Tổng cộng | Tổng cộng |
| Mùa giải              | Câu lạc bộ            | Giải vô địch          | Số trận      | Bàn thắng    | Số trận               | Bàn thắng             | Số trận       | Bàn thắng     | Số trận   | Bàn thắng |
| Nhật Bản              | Nhật Bản              | Nhật Bản              | Giải vô địch | Giải vô địch | Cúp Hoàng đế Nhật Bản | Cúp Hoàng đế Nhật Bản | J.League Cup  | J.League Cup  | Tổng cộng | Tổng cộng |
| --------------------- | --------------------- | --------------------- | ------------ | ------------ | --------------------- | --------------------- | ------------- | ------------- | --------- | --------- |
| 2012                  | Kyoto Sanga           | J2                    | 0            | 0            | 0                     | 0                     | -             | -             | 0         | 0         |
| 2013                  | Kyoto Sanga           | J2                    | 0            | 0            | 0                     | 0                     | -             | -             | 0         | 0         |
| 2014                  | Kyoto Sanga           | J2                    | 7            | 0            | 0                     | 0                     | -             | -             | 7         | 0         |
| 2015                  | Kyoto Sanga           | J2                    | 5            | 0            | 1                     | 0                     | -             | -             | 6         | 0         |
| Tổng                  | Tổng                  | Tổng                  | 12           | 0            | 1                     | 0                     | -             | -             | 13        | 0         |
| 2016                  | Tokushima Vortis      | J2                    | 2            | 0            | 1                     | 0                     | -             | -             | 3         | 0         |
| Tổng                  | Tổng                  | Tổng                  | 2            | 0            | 0                     | 0                     | -             | -             | 2         | 0         |
| 2017                  | Yokohama F. Marinos   | J1                    | 0            | 0            | 2                     | 0                     | 6             | 0             | 8         | 0         |
| 2018                  | Yokohama F. Marinos   | J1                    | 0            | 0            | 0                     | 0                     | 0             | 0             | 0         | 0         |
| Tổng                  | Tổng                  | Tổng                  | 0            | 0            | 2                     | 0                     | 6             | 0             | 8         | 0         |
| Tổng cộng sự nghiệp   | Tổng cộng sự nghiệp   | Tổng cộng sự nghiệp   | 14           | 0            | 4                     | 0                     | 6             | 0             | 24        | 0         |